# Огюст Жан Батист Шевальє
Огюст Жан Батист Шевальє  (фр. Auguste Jean Baptiste Chevalier; 23 червня 1873 , Домфрон, Орн — 3 червня 1956, Париж) — французький ботанік і систематик рослин, дослідник флори тропічної Африки, головним чином французьких африканських колоній і Кот-д'Івуар, він досліджував і збирав рослини також у Південній Америці та тропічної Азії. Окрім тропіків, його інтереси поширювалися на окремі регіони Сахари.

## Життєпис
У 1896 році Шевальє отримав ступінь з природничих наук, а у 1901 захистив докторську дисертацію у Лілльському університеті. У Ліллі працював помічником ботаніка Шарля Бертрана (1851-1917). У 1899–1900 роках він брав участь у науковій місії у Французькому Судані, а в 1905 році заснував ботанічний сад в Далабі, Французька Гвінея. З 1913 по 1919 рік він збирав рослини по всьому Індокитаї Later, he attained a professorship in Paris (1929)..
У 1937 році він був обраний членом Французької академії наук, обіймав посаду президента у 1953 році. Він також був членом Académie des sciences d'outre-mer (з 1922), президентом Société botanique de France (1929), віце-президентом Comité national de géographie (1935-1952) та членом Académie d'agriculture de France (з 1937).

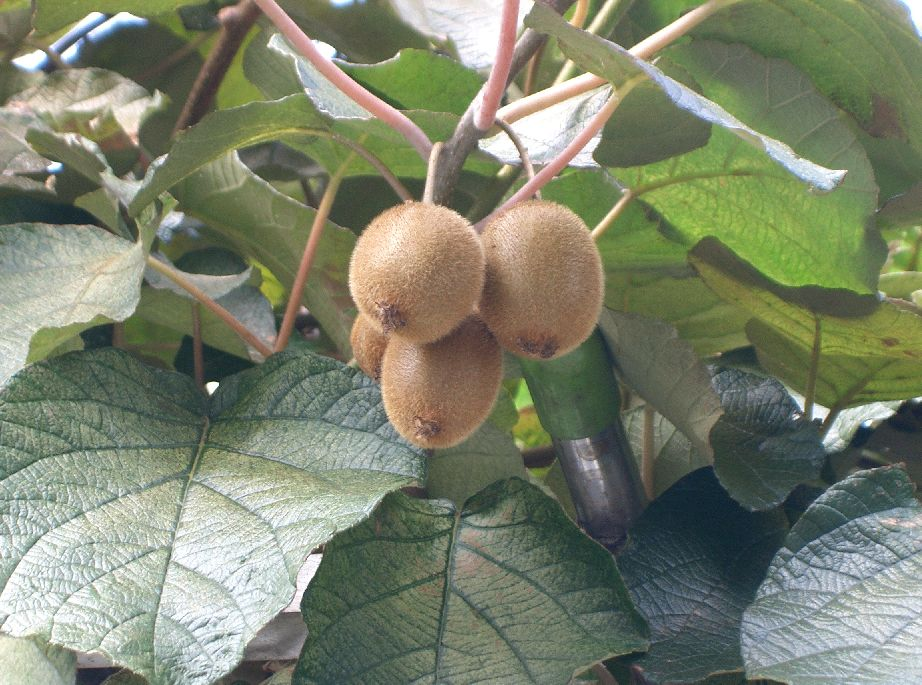
Актинидія делікатесна Actinidia deliciosa (A.Chev.) C.F.Liang et A.R.Ferguson 1984

## Окремі публікації
- Mission Chari-Lac Tchad, 1902—1904, 1907
- Sudania: Énumeration des plantes récoltées en Afrique tropicale, 1911
- La forêt et les bois du Gobon, 1917
- Les kolatiers et les noix de kola, 1911 (разом із Émile Constant Perrot)